# Húmer
L'húmer (del llatí, humerus) és un os llarg que forma part de l'esquelet apendicular superior i que està ubicat exactament a la regió del braç.
S'articula a la part superior amb l'escàpula, per mitjà de l'articulació de l'espatlla (o articulació glenohumeral) i a la part inferior amb el cúbit i amb el radi, per mitjà de l'articulació del colze (o articulació humeroradioulnar).

## Anatomia
|  |  |

A l'epífisi proximal de l'húmer s'hi poden distingir dos colls:
- El coll quirúrgic està situat a uns 8 centímetres de l'extrem proximal de l'húmer i separa l'epífisi proximal de la diàfisi.
- El coll anatòmic està situat entre els dos tubercles, el major (tròquiter) i el menor (troquí). La morfologia de la secció humeral varia de proximal a distal. Inicialment és més rodona, després passa a ser triangular i a nivell distal s'aplana. A la part posterior, a nivell del terç distal hi trobem el canal de torsió, per on passa el nervi radial.